# Liometopum sinense
Liometopum sinense är en myrart som beskrevs av Wheeler 1921. Liometopum sinense ingår i släktet Liometopum och familjen myror.

## Underarter
Arten delas in i följande underarter:
- L. s. sericatum
- L. s. sinense